# 新里奇蘭鎮區 (明尼蘇達州沃西卡縣)
新里奇蘭鎮區（英語：New Richland Township）是位於美國明尼蘇達州沃西卡縣的一個行政鎮區。

## 歷史
新里奇蘭鎮區於1858年設立，因大部份定居者皆來自威斯康辛州的里奇蘭縣而得名。

## 地方資料
新里奇蘭鎮區的面積為91.94平方千米，當中陸地面積為91.51平方千米，而水域面積為0.43平方千米。根據2020年美國人口普查的數據，當地共有人口426人，而人口密度為每平方千米4.63人。